# Tenorio Mendocino
El Tenorio Mendocino es una representación de la obra Don Juan Tenorio de José Zorrilla que se celebra anualmente el fin de semana más próximo al 31 de octubre en las calles y en los principales monumentos de la ciudad de Guadalajara (España). Está declarada como Fiesta de Interés Turístico Regional por la Junta de Comunidades de Castilla-La Mancha y como Fiesta de Interés Turístico Provincial por la Diputación de Guadalajara.

## Historia
Su antecedente más directo se remonta a la misma noche de ánimas de 1984 cuando, en un salón de la planta baja de un tradicional restaurante de la ciudad, entonces llamado "El Ventorrero", situado junto a la calle Mayor, en el transcurso de una cena la Cofradía Amigos de la Capa se introduce por primera vez de manera sorpresiva para los comensales y en medio del trasiego y consumo de viandas, la escenificación de algunas escenas del clásico romántico de José Zorrilla, Don Juan Tenorio, por iniciativa de Javier Borobia, entonces secretario de la asociación constituida un año antes. Poco a poco se ha ido afianzando, aumentando el número de participantes y de espectadores.
La primera edición tuvo lugar en la noche del 31 de octubre de 1992, víspera del día de Todos los Santos, a cargo de la Asociación de Amigos de la Capa de Guadalajara, posteriormente reconvertida en la Asociación Gentes de Guadalajara.
Supone una mezcla de los personajes de la obra Don Juan Tenorio con los de la familia de Mendoza, la predominante y más rica de Guadalajara en el siglo XVI, cuando se sitúa la obra.
La escenificación consta de 7 actos, transcurre por algunos de los principales monumentos de la ciudad como el palacio del Infantado, el palacio de Antonio de Mendoza, la concatedral de Santa María, el palacio de la Cotilla y la iglesia de los Remedios.

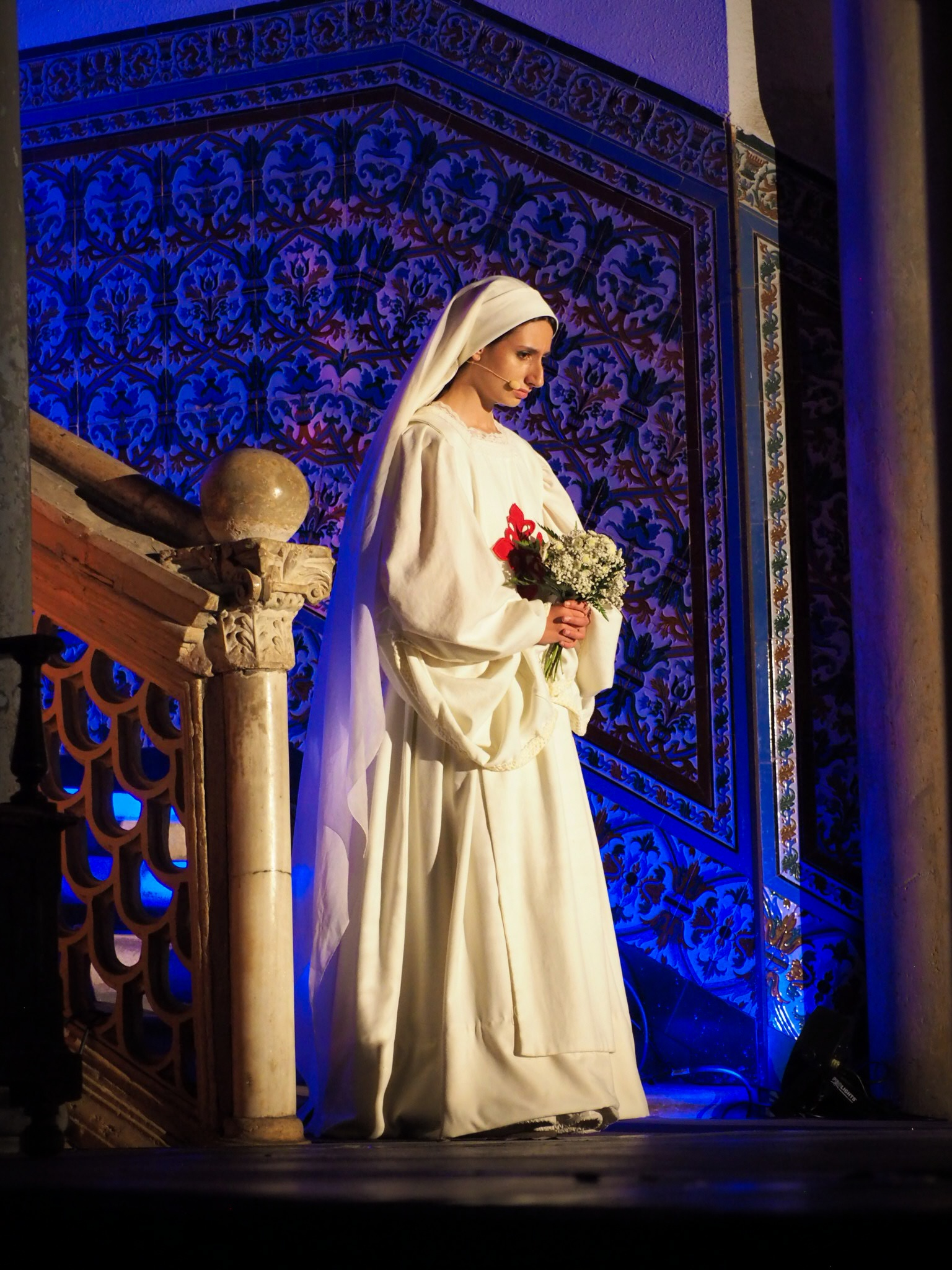
Doña Inés (Nerea González) en su celda al comienzo de la escena III

## Desarrollo
La obra tiene desarrollo en torno al fin de semana más próximo de la festividad de todos los santos. Por la mañana se celebran unas visitas teatralizadas por los mismos espacios en los que se representa la obra denominadas Jornadas Mendocinas. Estas visitas evocan relatos que tienen en consideración a la familia Mendoza, la más importante de la Guadalajara del siglo XVI.
Por la tarde, se procede a un desfile de todos los integrantes de la obra y figurantes desde el convento de la piedad hasta la plaza de la concatedral de Santa María donde hay instalada una ambientación de una hostería de la época. En este mismo lugar se representa la primera escena. La obra da inicio a las 20:00 y se va trasladando por los diferentes espacios hasta su finalización en el convento de la piedad sobre las 2:00 de la madrugada.

## Reparto
El reparto de la obra está formado por actores y actrices de Guadalajara y la selección se realiza en los meses previos al comienzo de los ensayos en septiembre, después de las fiestas de la ciudad. A las pruebas de selección puede acudir cualquier persona que se inscriba previamente, no es necesaria experiencia. En algunas ocasiones actores profesionales han participado en la obra, tales como Fele Martínez, Javier Mejía, María Pedroviejo, Abigail Tomey, José Luis Matienzo, Juan Morillo o Juan Carlos Naya.
El grueso de la obra, la figuración (tercios, aldeanos, nobles y clero) está conformado por los miembros y colaboradores de la asociación Gentes de Guadalajara.
Se juntan en esta representación tanto actores profesionales, semi profesionales o amateur, incluso gente que solamente quiere participar para contribuir.

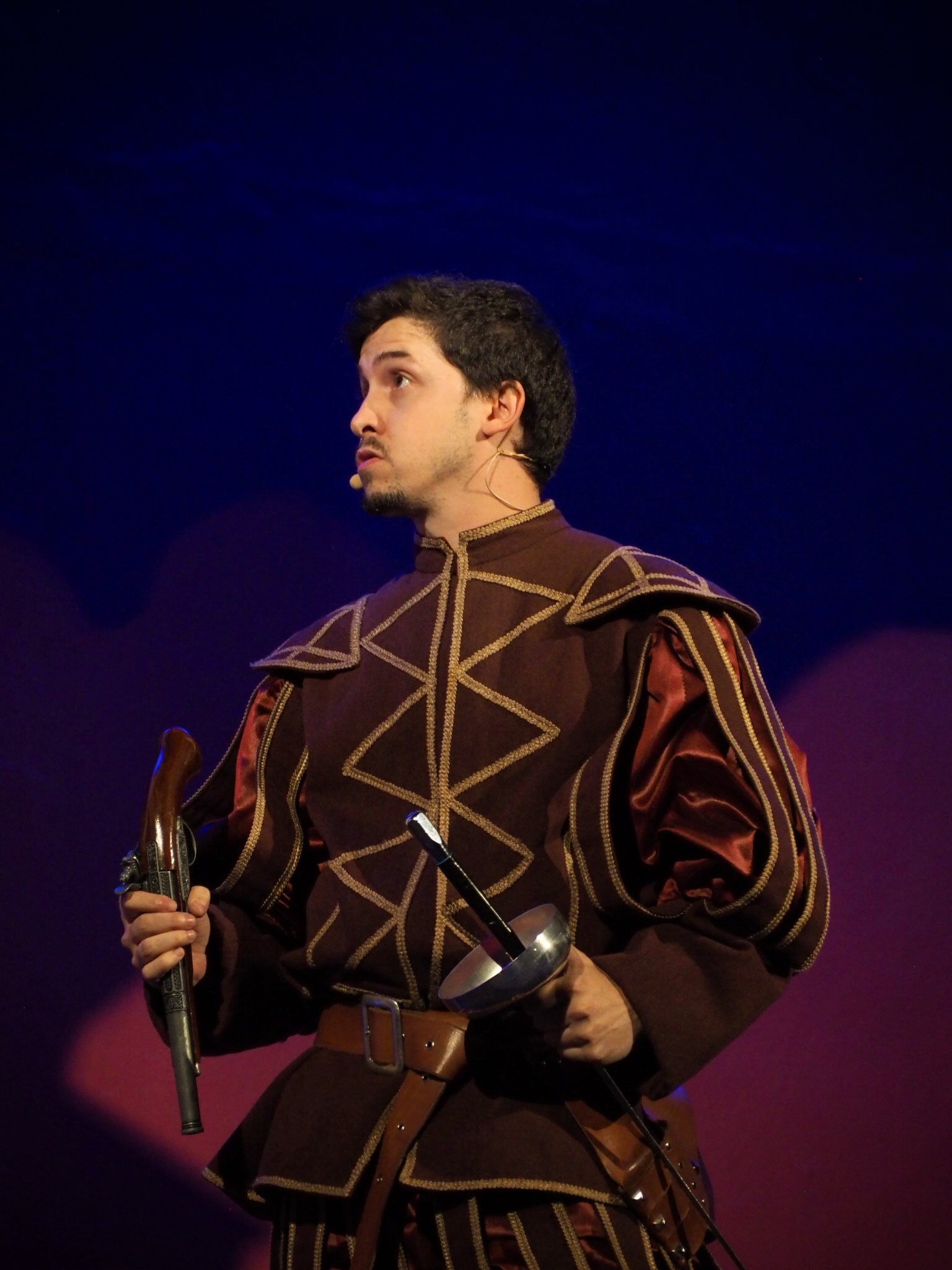
Ciutti IV Escena

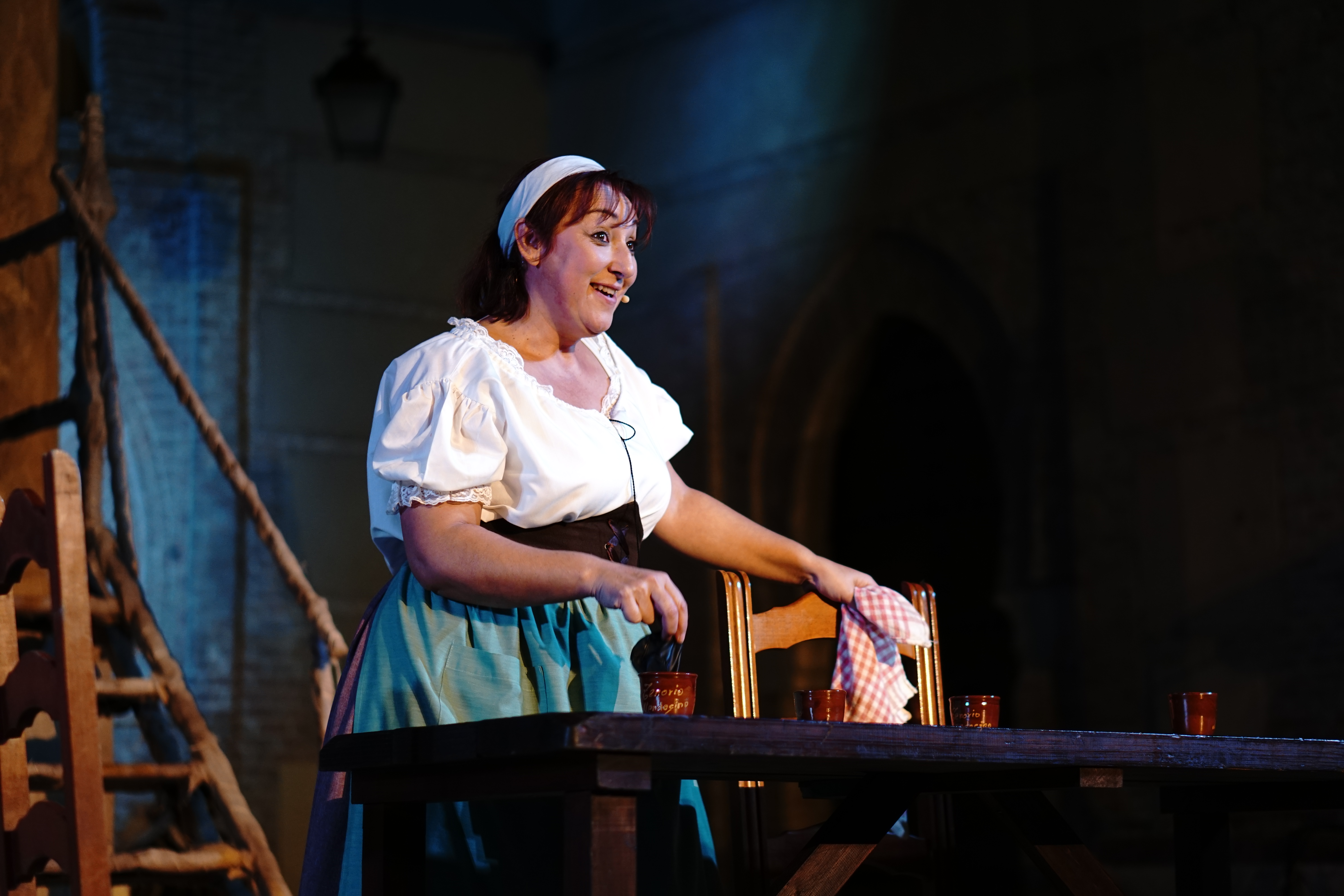
Angelica Santos como Butarelli

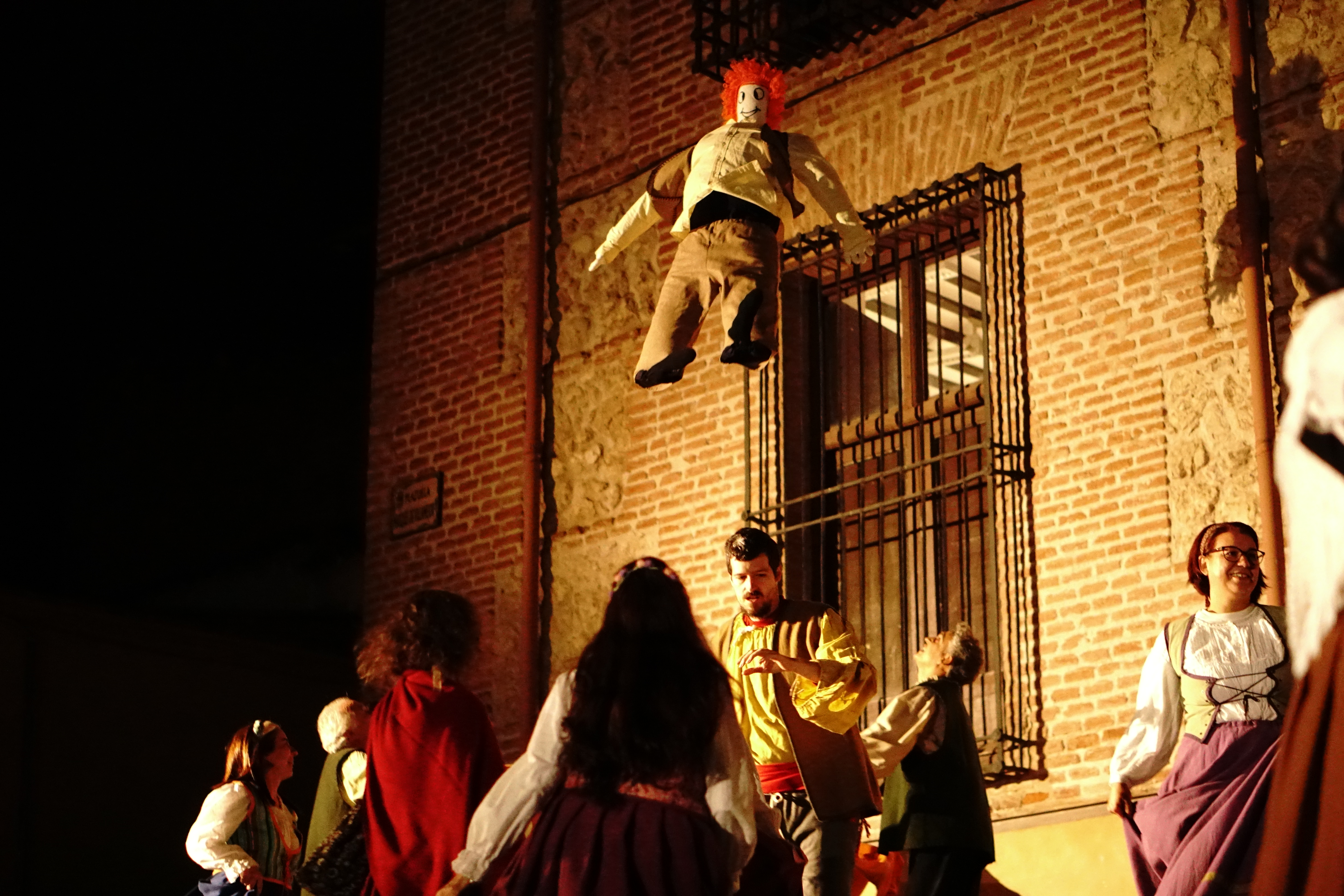
Previo escena 2

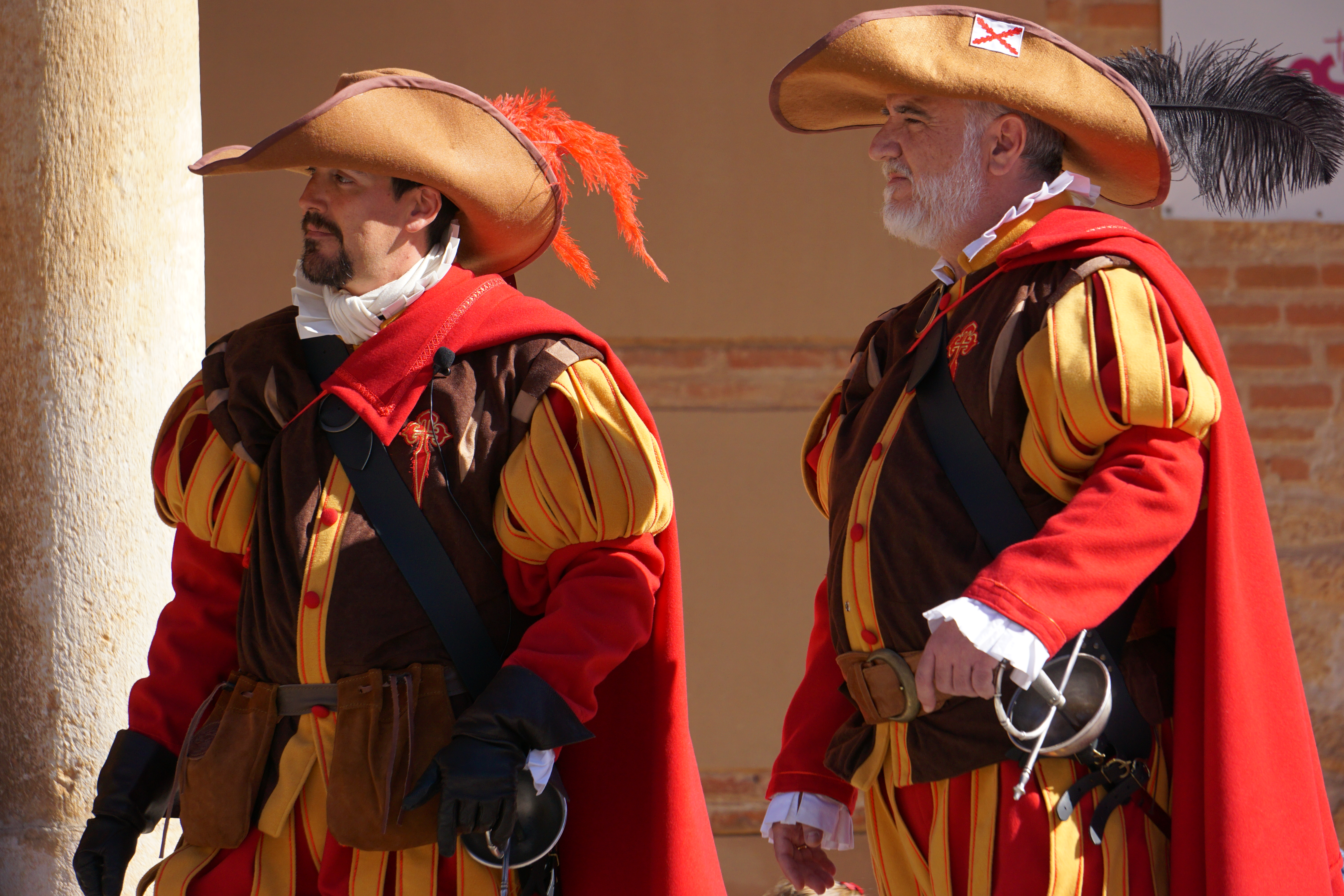
Tercios en las Jornadas Mendocinas (Tenorio Mendocino)

## Personajes
- Don Juan Tenorio
- Cristófano Buttarelli
- Marcos Ciutti
- Don Gonzalo de Ulloa
- Don Diego Tenorio
- Capitán Centellas
- Rafael Avellaneda
- Don Luis Mejía
- Alguaciles
- Doña Ana de Pantoja
- Brígida
- Lucía
- Madre Abadesa
- Doña Inés de Ulloa
- Hermana Tornera
- Escultor
- Don Juan II
- Sombra de Doña Inés